# أندرو جونسون (لاعب غولف)
أندرو جونسون (بالإنجليزية: Andrew Johnson)‏ هو لاعب غولف أمريكي، ولد في 10 يناير 1972 في كولومبوس في الولايات المتحدة.

## وصلات خارجية
- أندرو جونسون على موقع رابطة لاعبي الغولف المحترفين (الإنجليزية)
- أندرو جونسون على موقع رابطة أوروبا للاعبي الغولف المحترفين (الإنجليزية)